# Litoria olongburensis
Litoria olongburensis (wallum sedge frog), llamada Olongburra frog o sharp-snouted reed frog, es una especie de anfibio anuro del género Litoria, de la familia Hylidae.

## Distribución geográfica
Es originaria de Australia.
El macho adulto mide 2.5 cm de largo y la hembra 2.7 a 3.1 cm. Es gris, marrón o verde brillante, con color azul o naranja en sus patas. Tiene rayas marrones y blancas y un vientre blanco. Tiene solo una pequeña cincha en las patas delanteras y más en las patas traseras. Tiene discos grandes en los dedos para escalar. Tiene dientes de vomerina en la mandíbula superior.
Vive en las tierras bajas costeras y en islas con suelo arenoso; en arroyos y pantanos que tienen agua ácida (pH 2.8-5.5), incluyendo el wallum.  La tolerancia al ácido de esta rana le ayuda a sobrevivir en donde de otro modo tendría que competir con otras ranas por comida. Las ranas adultas trepan en plantas de juncia durante el día.
Pone huevos en agua ácida (pH <6) en pantanos temporales o semipermanentes. Pone entre 200-1000 huevos a la vez cerca de las plantas de juncia.
Está en peligro de extinción debido a la fragmentación del hábitat y la actividad humana. Las personas que visitan la playa a menudo pisotean las plantas de las que depende la rana. Los científicos también piensan que la enfermedad fúngica quitridiomicosis podría estar matando a estas ranas.

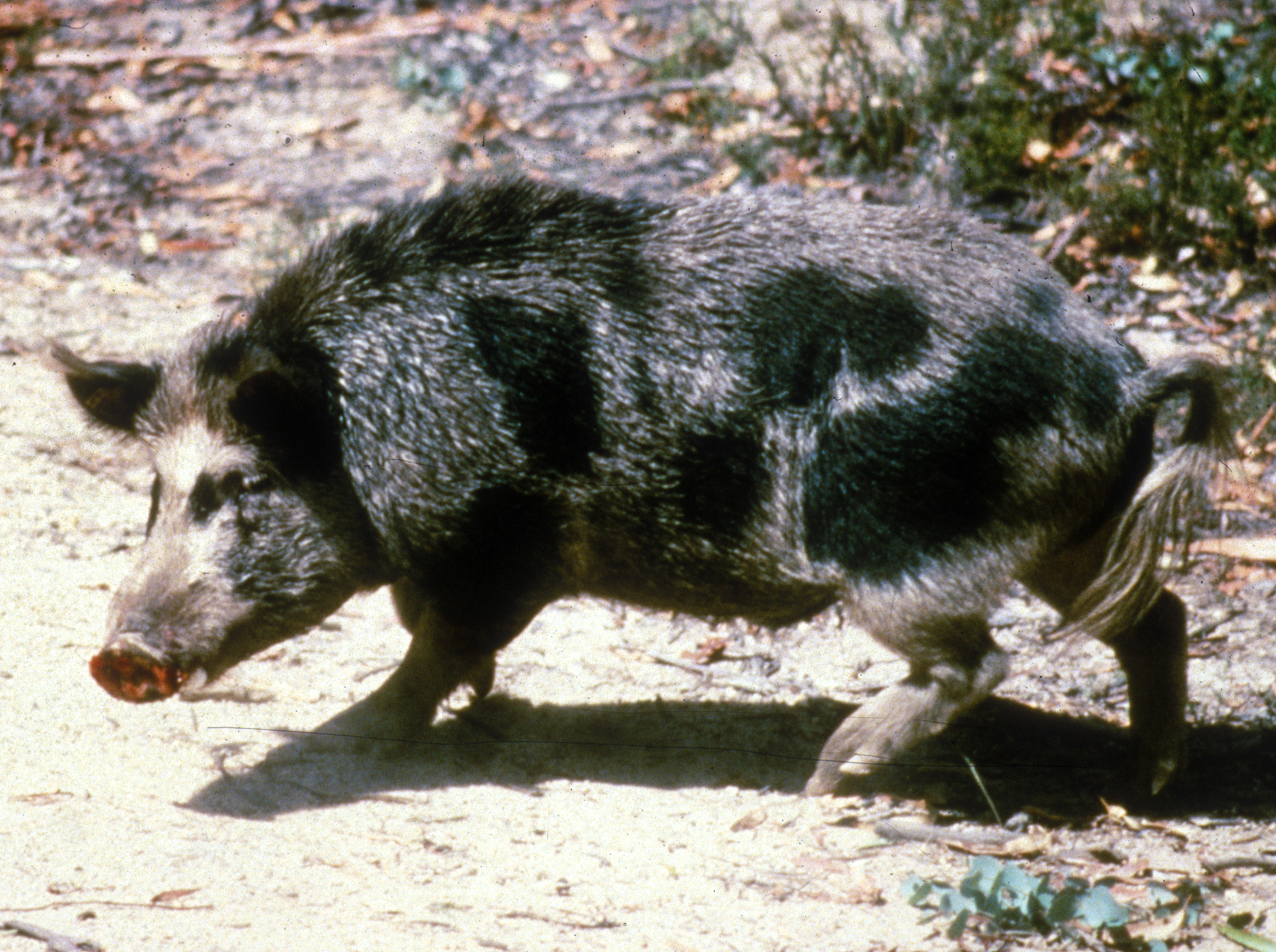
Cerdos salvajes pueden perturbar el hábitat de wallum.

Científicos piensan que esta rana también está en peligro debido a especies invasoras.  Plantas de otros lugares pueden cambiar el hábitat.  Ranas de otros lugares pueden superar a las ranas locales.  Peces de otros lugares, como pez mosquito de los Estados Unidos, comen los renacuajos y los huevos. Cerdos salvajes también pueden atravesar las hábitates y dañarlos.